# Édouard Le Roy
Édouard Louis Emmanuel Julien Le Roy (* 18. Juni 1870 in Paris; † 10. November 1954 in Paris) war ein französischer Philosoph und Mathematiker. Er vertrat einen radikalen Konventionalismus, demzufolge wissenschaftliche Gesetze nicht verifizierbare Konstruktionen sind. 

## Leben
Le Roy lehrte ab 1909 Mathematik am Lycée Saint-Louis in Paris. 1921 wurde er Nachfolger von Henri Bergson am Collège de France, vertretungsweise war er dies bereits ab 1914.
1919 wurde er zum Mitglied der Académie des sciences morales et politiques und 1945 zum Mitglied der Académie française gewählt.

## Werke
- Sur l'intégration des équations de chaleur (1898)
- Science et philosophie (1899)
- Dogme et critique (1907)
- A new Philosophy: Henri Bergson (Une philosophie nouvelle: Henri Bergson, 1912)
- What is a dogma? (1918)
- Qu'est-ce-que la Science?: réponse à André Metz (1926)
- L'Exigence idéaliste et le fait de l'évolution (1927)
- Les Origines humaines et l'évolution de l'intelligence (1928)
- La pensée intuitive. Le problème de Dieu (1929)
- Introduction à l'étude du problème religieux (1944)
- Discours de réception (1946)
- Essai d'une philosophie première (1956)
- Bergson et Bergsonisme (1947)
- Essai d'une philosophie première: l'exigence idéaliste et l'exigence morale, 2 Bde., posthum erschienen (1956–1958)